# Río Zi (Yangtsé)
El río Zi o Zishui o Zi Shui (en chino simplificado: 资江 or 资水; en chino tradicional: 資江 or 資水; en pinyin: zī jiāng; en Wade-Giles: Tzu¹-chiang¹) es uno de los cuatro grandes ríos que discurren por la provincia de Hunan en la República Popular China. Es, además, uno de los principales afluentes del río Yangtsé. Tiene una longitud de 653 kilómetros y drena una cuenca de 28.214 km².
El Zi tiene dos fuentes: la sur y la oeste. La fuente sur, el río Daxishui, se origina en las montañas Yuechengling, en la provincia de Guangxi; la fuente oeste, el río Heshui, se origina en la zona del condado de Chengbu.
Los dos ríos fluyen hasta que se unen en el río principal, el río Zi, en el condado de Shaoyang. A partir de este punto, el Zi atraviesa Shaoyang, Xinshao, Lengshuijiang, Anhua y Taojiang hasta desembocar en el lago Dongting.
- Datos: Q198275
- Multimedia: Zi River / Q198275